# خوسيه ميغيل باتل سينيور
خوسيه ميغيل باتل سينيور (بالإنجليزية: Jose Miguel Battle, Sr.)‏ هو مهرب مخدرات أمريكي، ولد في 14 سبتمبر 1929 في هافانا في كوبا، وتوفي في 4 أغسطس 2007 في كارولاينا الجنوبية في الولايات المتحدة.